# 瀘県
瀘県（ろ-けん）は中華人民共和国四川省瀘州市に位置する県。歴史に関しては瀘州市を参照。

## 地理
三溪口ダム (瀘県)がある。

## 行政区画
- 街道:玉蟾街道
- 鎮:福集鎮、嘉明鎮、喩寺鎮、得勝鎮、牛灘鎮、兆雅鎮、玄灘鎮、太伏鎮、雲竜鎮、石橋鎮、毗盧鎮、奇峰鎮、潮河鎮、雲錦鎮、立石鎮、百和鎮、天興鎮、方洞鎮、海潮鎮

## 交通
鉄道
- 中国鉄路総公司
  - 中国鉄路成都局集団公司
    - 川南都市間線（中国語版）（瀘県駅（中国語版））

道路
国道
- G321国道

省道
- 307省道

## 健康・医療・衛生
- 瀘県人民医院
- 瀘県第二人民医院
- 瀘県康復医院